# Влажа фон Липвиг
Влажа фон Липвиг (енгл. Moist von Lipwig), измишљена личност, главни јунак у неколико романа о Дисксвету британског писца Тери Прачета.

## Биографија у књигама
Влажа вон Липвиг се први пут јавља у роману Пошташавили као професионални преварант пореклом из Убервалда који у замену за помиловање прихвата веома опасни положај управника државне поште у Анк-Морпорку. Користећи своју харизму, вештину манипулације и богатство стечено криминалом, Влажа обнавља Пошту и стиче љубав Адоре Бел Драгомиље, активисткиње за права голема, и поштовање господара Ветинарија, патриција Анк-Морпорка.
У роману Штанцовање пара, Влажа је принудно постављен за управника анкморпоршке ковнице новца и прославља се увођењем првих папирних новчаница на Дисксвету, пошто сазна да ковница новца послује са губитком, јер је производња кованица скупља од њихове номиналне вредности. Његова веза са Адором Бел Драгомиље у међувремену је напредовала и они су званично вереници.